# Japanische Invasion Sumatras
1. Borneo – Tarakan – Celebes – Balikpapan (See) – Balikpapan (Land) – West-Borneo – Samarinda (Ost-Borneo) – Banjarmasin (Süd-Borneo) – Ambon – Straße von Makassar – Sumatra – Palembang – Badung – Timor – Bali – Riau-Inseln – 1. Javasee – Sundastraße – Java – 2. Javasee – Niederländisch-Neuguinea – Kleine Sundainseln – Molukken – 2. Borneo
1941

Thailand – Malaiische Halbinsel – Pearl Harbor – Hongkong – Philippinen – Guam – Wake – Force Z – Borneo
1942

Burma – Rabaul – Singapur – Sumatra – Timor – Australien – Java – Salamaua–Lae – Bougainville/Buka – Shortland-Inseln – Indischer Ozean – Port Moresby – Tulagi – Korallenmeer – Midway – Nordamerika – Buna-Gona – Kokoda-Track – Nauru/Ocean Island
Die Japanische Invasion Sumatras fand vom 14. Februar bis zum 28. März 1942 im Rahmen des Pazifikkriegs in Südostasien statt und führte zum Fall der kompletten kolonialen Besitzungen der Niederländer auf der Insel. Der Fall Sumatras war zeitlich vor der Invasion Javas geplant, um die starke Westflanke der Alliierten mit Zugriff auf Java auszuschalten.

## Vorgeschichte
Nach der erfolgreichen Invasion der Japaner auf der Malaiischen Halbinsel, verlegten die Alliierten im Dezember 1941 Truppen auf die Insel Sumatra (Niederländisch-Indien). Zunächst stationierten die Royal Air Force und die Royal Australian Air Force Bomberstaffeln im Süden Sumatras, da sie auf der malaiischen Halbinsel zu große Verluste erlitten hatten und ein Konvoi verschiffte rund 3.400 australische Soldaten.
Auf einer Stabskonferenz am 16. Dezember 1941 beschlossen die Alliierten, die niederländische Kolonialmacht um Verstärkung ihrer Truppen auf Sumatra und Java zu bitten. Weiterhin wurden Pläne erarbeitet, in Sabang, Medan und Pekanbaru Nachschublager zu errichten. Diese wurden aber am 27. Dezember zurückgenommen, um auf den beiden Flugfeldern P1 (Pangkalanbenteng) und P2 (Praboemoelih) bei Palembang, das als Standort des neuen Hauptquartiers ausgesucht worden war, eine einsatzbereite Bomberstaffel zu stationieren. P2 war zudem von den Japanern bei ihren Aufklärungsflügen bisher nicht entdeckt worden. Da die Flugfelder in keinem guten Zustand waren, begann der Ausbau am 31. Dezember; verfügbares Bodenpersonal traf Anfang Januar ein. Ein weiteres Flugfeld sollte bei Oosthaven, dem heutigen Hafen Panjang von Bandar Lampung, angelegt werden. Auch bei Medan und Pakan Baroe starteten die Arbeiten an Start- und Landebahnen. Da Flugabwehrkanonen fehlten ließ das ABDACOM sechs schwere und sechs leichte Bofors-Flak an die beiden Palembang-Flugfelder liefern. Weitere acht Flak-Geschütze wurde auf den Raffinerien aufgestellt. Allerdings gab es ein Munitionsproblem, da die Schiffe mit der Munitionslieferung von den Japanern während der Überfahrt versenkt worden waren.

## Operation „L“

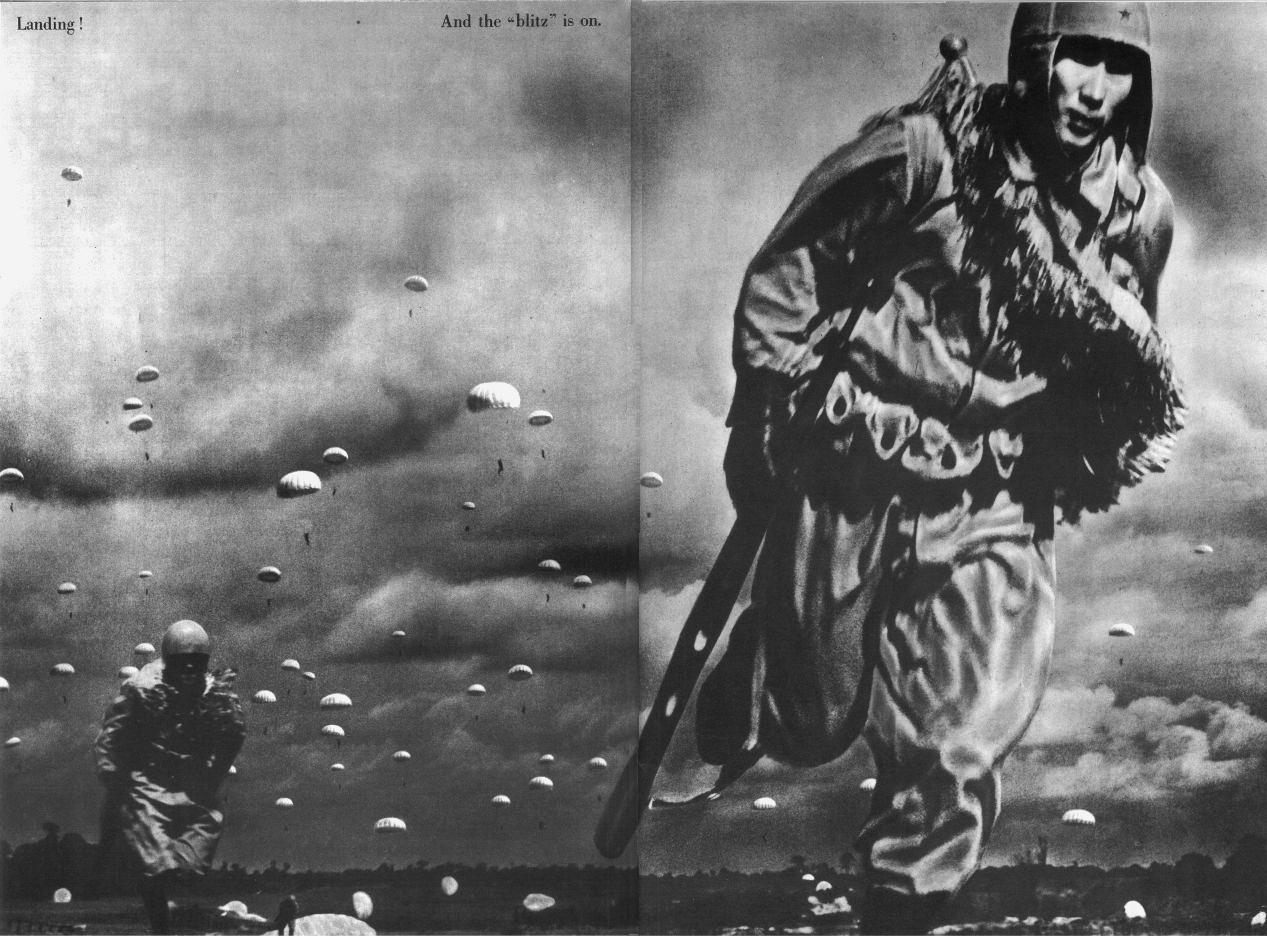
Japanische Heeres-Fallschirmjäger während der Schlacht von Palembang, 14. Februar 1942.

Der erste japanische Luftangriff erfolgte am 6. Februar und traf das P1-Flugfeld bei Palembang. Die Alliierten verloren dabei zwei Blenheim-Bomber und vier Hurricanes. Zwei weitere Hurricanes wurden beschädigt. Auf dem Boden gelang den Japanern die Zerstörung von zwei Buffalos. Bei dem Angriff konnten die Alliierten nur eine einzige japanische Nakajima Ki-43 abschießen. Im Gegenzug starteten die Alliierten nächtliche Angriffsflüge gegen die japanischen Linien auf der malaiischen Halbinsel und flogen Luftschutz für die Flüchtlingskonvois von Singapur.
Die japanische Armee hatte für die Operation „L“ das 229. Infanterieregiment der 38. Infanteriedivision von Hongkong zur Cam Ranh Bay nach Indochina verlegt. Von dort stachen am 9. Februar 1942 acht Transporter in Begleitung von einem Kreuzer, vier Zerstörern, fünf Minensuchbooten und zwei U-Boot-Jägern unter dem Kommando von Konteradmiral Hashimoto Shintarō in See, um eine Vorhut nach Bangka und Palembang zu bringen. Konteradmiral Ozawa Jisaburō folgte am nächsten Tag mit der westlichen Deckungsflotte auf dem Kreuzer Chōkai mit fünf weiteren Kreuzern, dem Flugzeugträger Ryūjō und vier Zerstörern. Die Hauptstreitmacht folgte am 11. Februar in 13 Transportern, die von einem Schweren Kreuzer, einer Fregatte, vier Zerstörern und einem U-Boot-Jäger begleitet wurden.

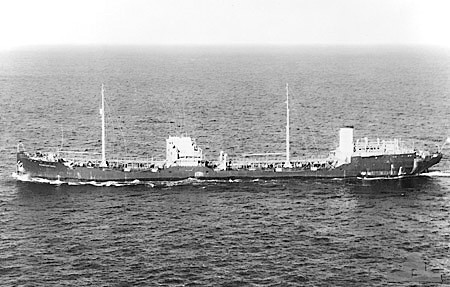
Der niederländische Tanker Manvantara wurde von japanischen Flugzeugen am 13. Februar 1942 in der Bangkastraße versenkt

Zwar lagen bei den Anambas-Inseln vier niederländische U-Boote, doch diese konnten die japanische Flotte nicht erreichen. Die von Singapur ausgelaufenen Transporter und Frachtschiffe, die mit Flüchtlingen auf dem Weg nach Osten in Richtung Java und nach Süden in Richtung Sumatra unterwegs waren, wurden von japanischen Flugzeugen der Ryūjō angegriffen. Dabei beschädigten sie den britischen Leichten Kreuzer Durban, der nach Colombo abdrehen musste. Kurz nachdem weitere Flüchtlingsschiffe und Tanker zu dem Konvoi gestoßen waren, griffen die Japaner wiederholt mit Flugzeugen der Ryūjō und zusätzlich mit landgestützten Bombern der Genzan-Lufteinheit an. Zwei Tanker, ein Dampfer und viele kleinere Einheiten wurden versenkt, ein weiterer Tanker und zwei Transporter schwer beschädigt.
Um 8:00 Uhr morgens am 14. Februar warnte das Aufklärungskorps bei Palembang vor einer großen japanischen Angriffswelle, die sich im Anflug auf die Stadt befand. Alle verfügbaren eigenen Kräfte waren zu diesem Zeitpunkt auf Begleitflügen bei den auf See befindlichen Konvois und befanden sich nicht in Funkreichweite. Zuerst überflog eine japanische Bomberstaffel das Flugfeld P1 und lud seine Last ab. Anschließend beharkten die Begleitjäger das Areal mit Maschinengewehrfeuer. In direktem Anschluss daran landeten 260 japanische Fallschirmjäger der 1. Japanischen Luftlandedivision bei P1. Sie kamen vom eroberten Flugplatz Kahang in Malaysia. Eine zweite Welle mit 100 Fallschirmjägern aus Kluang kommend, landete kurz darauf einige Kilometer westlich von P1 bei einer Raffinerie.
Zur Verteidigung standen auf P1 nur die 150 britischen Flak-Besatzungen, 110 niederländische Soldaten und 75 Männer der britischen Bodenverteidigung zur Verfügung. Während die Japaner Fahrzeuge zu Straßensperren auftürmten und kleinere Feuergefechte mit den Verteidigern entflammten, gelang es einigen Männern des Bodenpersonals, gelandete Flugzeuge wieder aufzutanken. Die Maschinen flogen umgehend zum bisher unentdeckten Flugfeld P2. Das Hauptquartier sollte, nachdem Meldungen von der Raffinerie und aus Palembang selbst eingetroffen waren, ebenfalls nach P2 verlegen. Am Nachmittag kam es zu einer Patt-Situation. Die Briten hielten immer noch das Flugfeld, allerdings ging ihre Munition zur Neige und sie wurden durch die Straßenblockade behindert. Nachdem eine Falschmeldung von weiteren japanischen Fallschirmlandungen in etwa 25 Kilometern Entfernung sich verbreitete, beschloss der britische Kommandant H. G. Maguire, das Flugfeld und die Stadt zu evakuieren. Bei der Raffinerie nutzten die Japaner Luftschutzbunker als eigene Stellungen, die verbissen verteidigt wurden. Am Folgetag landeten weitere 100 Japaner bei der Raffinerie. Nach heftigem Kampf, der den ganzen Tag andauerte, konnten die Verteidiger die Japaner zurückdrängen, aber die Raffinerie war durch das Maschinengewehrfeuer schwere beschädigt worden und stand in Flammen. Umliegende weitere kleinere Anlagen waren dagegen nur leicht beschädigt worden und konnten kurz darauf wieder den Betrieb aufnehmen. Allerdings wurden sie zur Sprengung vorbereitet, falls es nicht gelang die Japaner aufzuhalten.
Unterdessen war die Geleitflotte unter Vizeadmiral Ozawa nördlich von Bangka ausgeschwärmt, um einen weitreichenden Deckungsschirm für die japanischen Landungen zu bilden, die kurz darauf stattfanden. Eine Vorhut ging auf Bangka an Land, während die Haupteinheiten im Raum Palembang an der Mündung des Musi-Flusses angekommen waren und auf dem Wasserweg auf die Stadt vorrückten. Eine Abwehr an der Mündung war von den Niederländern nicht aufgestellt worden, da sie als zwecklos gegen das von See erwartete Artilleriefeuer der Schiffe erachtet wurde.
Japanische Aufklärer sichteten zu dieser Zeit die anlaufende ABDA-Flotte unter Konteradmiral Karel Doorman in der Gasperstraße auf Nordkurs. Auf Befehl Wavells hatte Doorman die Flotte, bestehend aus den niederländischen Kreuzern De Ruyter, Java und Tromp sowie dem britischen Kreuzer Exeter und dem leichten australischen Kreuzer Hobart mit zehn Zerstörern, südlich von Bali gesammelt und war am 14. Februar in Richtung Sumatra aufgebrochen. Japanische Kampfflugzeuge von der Ryūjō und aus Malaysia griffen die ABDA-Streitmacht am Mittag des nächsten Tages an und zwangen Doorman, alle seine Schiffe nach Süden zurückzuziehen.
Die Landungsflotte in der Bangkastraße war ebenfalls von britischen Aufklärungsflugzeugen, die von P2 gestartet waren, ausgemacht worden. Am frühen Morgen versuchten 22 Hurricanes, 35 Blenheims und 3 Hudsons, die Schiffe anzugreifen. Sie wurden jedoch von japanischen Flugzeugen in heftige Luftkämpfe verwickelt. Nachdem auf P2 die Neuigkeiten über die japanische Fallschirmlandung bei P1 bekannt wurden, leitete der Kommandant die Vorbereitungen für eine Evakuierung des Flugfelds ein. Die später eintreffende Nachricht, dass P1 noch nicht aufgegeben worden war, führte dann aber doch dazu, dass die zurückgekehrten Maschinen in der Nacht für eine neue Attacke vorbereitet wurden. Im Morgennebel flogen die alliierten Kampfflugzeuge heftige Angriffe gegen die Japaner, die gerade mit ihrer Landung an der Mündung des Musi begonnen hatten. Japanische Flugzeuge zogen sich schon kurz nach Schlachtbeginn zurück, so dass es den Alliierten gelang, direkte Treffer auf den Transportern zu erzielen. Zwanzig Landungsboote wurden versenkt und hunderte Japaner fanden dabei den Tod. Die letzten alliierten Erfolge erzielten Hurricanes, als sie ungeschützte Landungsboote am Südweststrand von Bangka angriffen und zerstörten.
Mittlerweile hatte die niederländische Kommandantur den Befehl zur Zerstörung der Öl- und Gummilager ausgegeben. Die Fähren über den Musi sollten innerhalb der nächsten Stunde zerstört werden, um den Japanern das Übersetzen zu erschweren. Damit waren auch die Verteidiger von P1 gezwungen, den schnellen Rückzug anzutreten. In der Nacht des 15. Februar erreichten japanische Einheiten, die den Luftangriff in der Musi-Mündung überlebt hatten, Palembang und entsetzten die gelandeten Fallschirmjäger bei P1 und der Raffinerie.

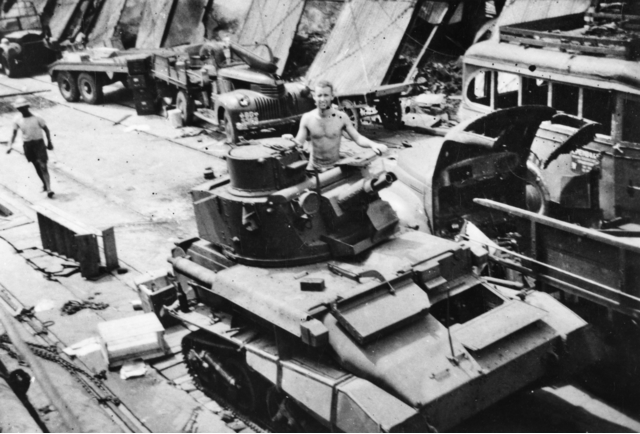
Ein Mk VIB-Panzer der Briten in Oosthaven, Südsumatra, am Hafenkai kurz vor der Verladung am 14. Februar 1942

Wavell ordnete am Morgen des 15. Februar den geordneten Rückzug zur Einschiffung der eigenen Truppen nach Oosthaven an, wo etliche kleine Schiffe im Hafen lagen. Dort wurden 2.500 britische RAF-Angehörige, 1.890 britische Infanteristen, 700 niederländische Soldaten und etwa 1.000 Zivilisten mittels zwölf Schiffen am 17. Februar evakuiert. Eine australische Korvette deckte den Rückzug und zerstörte Hafenanlagen und Öltanks. Ein kleinerer Dampfer lag noch etwas länger im Hafen vor Anker, um später eintreffende Flüchtlinge aufnehmen zu können.
In der Zwischenzeit hatten die Japaner Palembang komplett eingenommen und die Ölraffinerien bis auf zwei kleinere Stationen zerstört. Kleine Truppentransporter fuhren den Fluss bis nach Menggala hinauf.
Alle übriggebliebenen flugfähigen alliierten Kampfflugzeuge wurden am 16. Februar ausgeflogen. Das Personal der Flugfelder begab sich auf dem Seeweg nach Indien. Da die Japaner vorerst nicht nach Oosthaven vorrückten, ging dort am 20. Februar noch einmal eine Einsatzgruppe an Land, um Flugzeugersatzteile zu retten sowie die anderen nutzbaren Einrichtungen zu zerstören.
Am 24. Februar erreichten die Japaner Gelumbang.

## Operation „T“
Die auf Sumatra verbliebenen alliierten Einheiten, hauptsächlich KNIL-Angehörige, zogen sich in die mittleren und nördlichen Provinzen der Insel zurück. Die Niederländer planten von dort aus eine Rückeroberung von Palembang und die Vertreibung der Japaner von der Insel. Doch die Japaner ließen ihnen kaum Zeit, ihre Truppen neu zu formieren. Sie schickten eine 750 Mann starke, motorisierte Aufklärungseinheit nach Norden, die den zwei Kompanien der Niederländer, bestehend aus etwa 350 Soldaten unter Major C. F. Hazenberg, schnell nachrückte. Diese konnten sich nur in kleineren Abwehrkämpfen den Japanern entgegenstellen, aber ihren Vormarsch kaum behindern. Nach knapp drei Wochen erreichten die Japaner am 2. März Moearatebo. Eine Entsatzeinheit der Niederländer aus Padangpadjang konnte bis dort vorrücken, da der einsetzende heftige Regen den Japanern eine Flussüberquerung wesentlich erschwerte. So kam es an den Folgetagen zu Feuergefechten, als die Japaner versuchten, den Fluss zu überqueren. Niederländische Späher berichteten von vielen Toten auf japanischer Seite und dass nur noch etwa 200 Soldaten einsatzbereit seien. Daher entschloss sich Hazenberg in der Nacht zum 9. März, eine Gegenattacke zu starten. Am Vortag beluden die Niederländer viele eingesammelte einheimische Boote außerhalb japanischer Sichtweite mit Munition und anderem Nachschub und die Angriffstruppen formierten sich. Doch nachdem am 8. März die Nachricht von der Kapitulation auf Java eintraf, mussten auf Geheiß der obersten Führung alle Offensivbemühungen abgebrochen werden. Es wurde entschieden, da Sumatra von den Nachschublieferungen aus Java abhängig war, einen Defensivkurs einzuschlagen. Westsumatra sollte den Japanern überlassen werden und nur ein kleiner Teil des Nordens sollte mit den noch verfügbaren Kräften so lange wie möglich gehalten werden, bis eine Evakuierung über See organisiert werden konnte.
Auf dem Rückzug zerstörten die KNIL-Einheiten alle Flugfelder und Hafeneinrichtungen. Sie zogen sich in befestigte Stellungen am Südeingang des Alice-Tals zurück, wo sie planten, die Japaner so lange wie möglich aufzuhalten. Sollten die Stellungen fallen, war ein Guerillakrieg aus dem Umland vorgesehen. Allerdings würde sich dieses Unterfangen als schwierig erweisen, da die Bevölkerung Sumatras den Niederländern als langjähriger Kolonialmacht nicht den Rücken deckte, sondern im Gegenteil den Japanern die Stellungen der Niederländer verraten würde. Dies zeigte sich besonders deutlich, als die Niederländer in der Provinz Aceh etwa 3.000 Europäer und christliche Zivilisten von der Küste in Flüchtlingslager im Inland verlegen wollten. Ein muslimischer Aufstand, der kurz nach Beginn der japanischen Landungen ausbrach, unterband die Aktion.
Die „Operation T“ der Japaner begann am 28. Februar, als 27 Transporter mit 22.000 Soldaten der Kaiserlichen Garde an Bord von Singapur ausliefen. Sie waren in vier Konvoys aufgeteilt und wurden von drei Kreuzern, zehn Zerstörern, Patrouillenbooten und U-Boot-Abwehreinheiten begleitet. Da die alliierte Luft- und Seeverteidigung zu diesem Zeitpunkt faktisch ausgeschaltet war, erreichten sie Nordsumatra völlig unbehelligt.
Am 12. März besetzten sie Sabang und Koetaradja, ohne auf Widerstand zu stoßen. Unterdessen konnten die Inlandtruppen die Stadt Medan mit dem strategisch wichtigen Flugfeld erobern. Idi zur Einnahme der Ölfelder von Langsa und Pangkalanbrandan folgten am nächsten Tag. Auch bei Laboehanroekoe gingen die Japaner an Land.
Sumatra fiel am 28. März, als sich der niederländische Generalmajor R. T. Overakker mit 2.000 Soldaten bei Kutatjane in Nordsumatra ergab. Viele alliierte Gefangene wurden von den Japanern zum Bau der Eisenbahnstrecke zwischen Pekanbaru nach Moera gezwungen. (Overakker selbst wurde gemeinsam mit anderen Offizieren der KNIL angesichts der sich abzeichnenden Niederlage der Japaner von diesen 1945 in der Kriegsgefangenschaft erschossen.)

## Einzelquellen
1. 1 2  L Klemen: Major-General Roelof T. Overakker. In: Forgotten Campaign: The Dutch East Indies Campaign 1941–1942. 2000, abgerufen am 23. Juli 2011 (englisch).
2. ↑  The Sumatra “Death-Railway”. In: COFEPOW. Archiviert vom Original am 9. Februar 2009; abgerufen am 23. Juli 2011 (englisch).